# 霍赫費訥峰

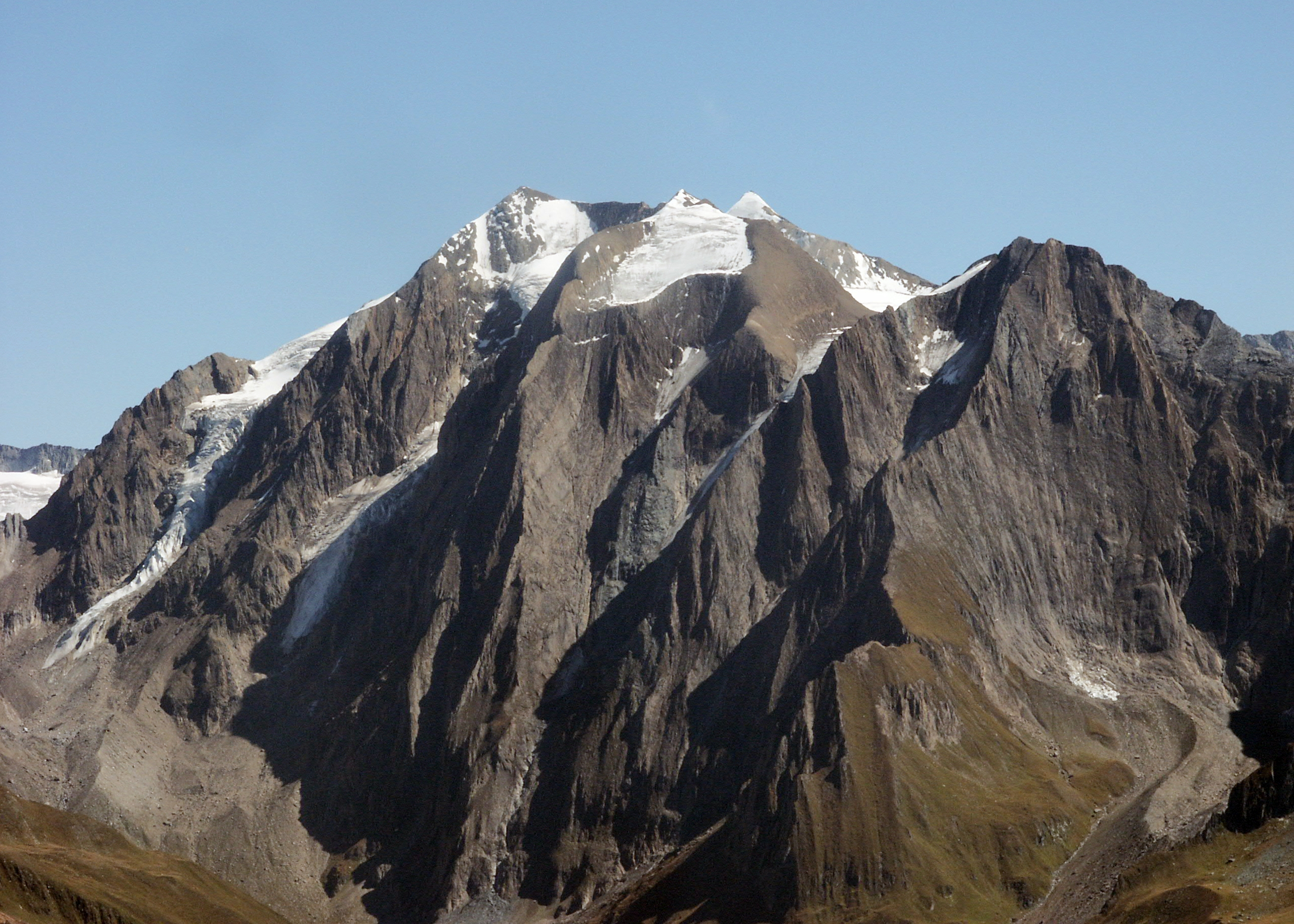

46°58′41″N 11°43′04″E / 46.978000°N 11.717901°E
霍赫費訥峰（義大利語：Hochfernerspitze），是意大利的山峰，位於該國東北部，由博爾扎諾-南蒂羅爾自治省負責管轄，屬於齊勒塔爾阿爾卑斯山脈的一部分，海拔高度3,463米，人類在1878年8月8日首次登頂。